# Station Saint-Sébastien-Pas-Enchantés
Station Saint-Sébastien-Pas-Enchantés is een spoorwegstation in de Franse gemeente Saint-Sébastien-sur-Loire.